# Torictíneos
Torictíneos (Thorictinae) é uma subfamília de coleópteros da família Dermestidae.

## Tribos
- Thaumaphrastini Anderson, 1949
- Thorictini Agassiz, 1846